# Интеграл Меллина — Барнса
Интеграл Меллина—Барнса (Mellin—Barnes integral) или интеграл Барнса (Barnes integral) в математике — контурный интеграл от функции, содержащей произведение гамма-функций. Интегралы такого типа тесно связаны с обобщёнными гипергеометрическими функциями. Они были введены английским математиком Эрнестом Уильямом Барнсом (Ernest William Barnes, 1874—1953, при переводе на русский язык иногда используется транскрипция «Бернс») в 1908—1910 годах. Похожие интегралы рассматривались финским математиком Ялмаром Меллином (Hjalmar Mellin, 1854—1933) — в частности, в связи с обратным преобразованием Меллина.
Путь интегрирования обычно проходит вдоль мнимой оси комплексной переменной интегрирования s (от {\displaystyle -i\infty } до {\displaystyle +i\infty }), но при этом может деформироваться, чтобы отделить полюса гамма-функций типа {\displaystyle \Gamma (a_{i}+s)} (которые должны оставаться слева) от полюсов гамма-функций типа {\displaystyle \Gamma (b_{i}-s)} (которые должны оставаться справа).

## Гипергеометрические функции
Гипергеометрическая функция Гаусса может быть следующим образом представлена через интеграл Меллина—Барнса:
{\displaystyle {}_{2}F_{1}(a,b;c|z)={\frac {\Gamma (c)}{\Gamma (a)\Gamma (b)}}{\frac {1}{2\pi i}}\int _{-i\infty }^{i\infty }{\frac {\Gamma (a+s)\Gamma (b+s)\Gamma (-s)}{\Gamma (c+s)}}(-z)^{s}\,{\rm {d}}s.}
Действительно, если замкнуть контур интегрирования вправо, то (при выполнении соответствующих условий сходимости) мы получаем сумму по вычетам гамма-функции {\displaystyle \Gamma (-s)} в полюсах при s = 0, 1, 2, ... , которая воспроизводит определение гипергеометрической функции Гаусса в виде степенного ряда по z.
Аналогичным образом можно записать интегралы Меллина—Барнса, соответствующие обобщённой гипергеометрической функции pFq. Для ещё более общей гипергеометрической функции одной переменной, так называемой G-функции Мейера, представление через интеграл Меллина—Барнса является основным определением функции, так в случае многократных серий полюсов гамма-функций по обеим сторонам контура определение через гипергеометрические ряды (в тех случаях, когда оно возможно) становится довольно громоздким.
Интегралы Меллина—Барнса также обобщаются на случай гипергеометрических функций нескольких переменных, таких как функции Аппеля, функция Кампе де Ферье, функции Лауричеллы (названные в честь Джузеппе Лауричеллы) и другие.
Существуют также q-аналоги интегралов Меллина—Барнса для базисных гипергеометрических рядов, и на этот случай могут быть обобщены многие важные результаты.

## Леммы Барнса
Первая лемма Барнса гласит
{\displaystyle {\frac {1}{2\pi i}}\int _{-i\infty }^{i\infty }\Gamma (a+s)\Gamma (b+s)\Gamma (c-s)\Gamma (d-s)\;{\rm {d}}s={\frac {\Gamma (a+c)\Gamma (a+d)\Gamma (b+c)\Gamma (b+d)}{\Gamma (a+b+c+d)}}.}
Эта формула связана с формулой Гаусса, дающей результат для значения гипергеометрической функции {\displaystyle {}_{2}F_{1}(a,b;c|z)} при {\displaystyle z=1}. Она также является обобщением бета-функции (или бета-интеграла) Эйлера, и поэтому этот интеграл иногда называют бета-интегралом Барнса.
Вторая лемма Барнса гласит
{\displaystyle {\frac {1}{2\pi i}}\int _{-i\infty }^{i\infty }{\frac {\Gamma (a+s)\Gamma (b+s)\Gamma (c+s)\Gamma (d-s)\Gamma (-s)}{\Gamma (e+s)}}\;{\rm {d}}s}
{\displaystyle ={\frac {\Gamma (a)\Gamma (b)\Gamma (c)\Gamma (d+a)\Gamma (d+b)\Gamma (d+c)}{\Gamma (e-a)\Gamma (e-b)\Gamma (e-c)}}}
где {\displaystyle e=a+b+c+d}. Эта формула является аналогом формулы суммирования Заальшютца.